# Maurolicus australis
Maurolicus australis är en fiskart som beskrevs av Hector, 1875. Maurolicus australis ingår i släktet Maurolicus och familjen pärlemorfiskar. Inga underarter finns listade i Catalogue of Life.